# هوسوکاوا اوجیتسونا
هوسوکاوا اوجیتسونا (به ژاپنی: 細川氏綱)؛ ۱۵۱۴ – ۴ ژانویه ۱۵۶۴)، پسر ارشد هوسوکاوا تاداکاتا و پسرخوانده هوسوکاوا تاکاکونی، یک سامورایی اهل ژاپن در اواخر دوره سنگوکو و دوره آزوچی–مومویاما بود. وی سی و پنجمین و آخرین کانری و شوگوی ولایت ستسو بود.